# Harry Hillman
Harry Livingston Hillman mlajši, ameriški atlet, 8. september 1881, Brooklyn, New York, ZDA, † 9. avgust, 1945, Hanover, New Hampshire, ZDA.
Hillman je v svoji karieri nastopil na dveh poletnih olimpijskih igrah, v letih 1904 v St. Louisu in 1908 v Londonu. Leta 1904 je osvojil tri naslove olimpijskega prvaka, v teku na 400 m, 200 m z ovirami in 400 m z ovirami. V vseh treh disciplinah je postavil nove olimpijske rekorde, njegov čas 53,0 s na 400 m z ovirami pa ni štel za svetovni rekord, ker je podrl eno od ovir. Tako je svetovni rekord ostal 57,2 s iz leta 1891. Tudi na igrah leta 1908 je osvojil medaljo v teku na 400 m z ovirami, kjer je bil srebrn. Nastopil je tudi na nepriznanih igrah leta 1906 v Atenah, toda na poti v Grčijo je njegovo ladjo zadel velik val, Hillman je bil eden izmed šesterice, ki so pri utrpeli poškodbe. Vseeno je nastopil in v teku na 400 m osvojil četrto mesto. Po končani karieri je deloval kot trener.